# Estádio Padre Ernesto Martearena
Estádio Padre Ernesto Martearena é um estádio de futebol multiuso localizado em Salta, Argentina.
Com capacidade para 20.408 pessoas, foi inaugurado em 2001 para abrigar o Campeonato Mundial de Futebol Sub-20 de 2001. É o estádio onde o Centro Juventud Antoniana manda seus jogos. 

## Copa América de 2011
Hospedou duas partidas da Copa América de 2011:
| Data        |           | Placar | 2ª equipe | Fase    | Público |
| ----------- | --------- | ------ | --------- | ------- | ------- |
| 9 de julho  | Venezuela | 1 – 0  | Equador   | Grupo B |         |
| 13 de julho | Paraguai  | 3 - 3  | Venezuela | Grupo B |         |